# Біола
ТМ «Біо́ла» — український виробник соків, газованих напоїв і мінерально-столових вод ЗАТ «Ерлан». У 1997 почав з розливу мінеральної води «Знаменівська» і багато в чому збігається з біографією заводу «Ерлан». 

## Історія
- 1997, квітень — заснування заводу «Ерлан»;
- 1997, жовтень-листопад – встановлення двох ліній з випуску мінеральної води й

напоїв на підсолоджувачах загальним виробництвом 3 000 пляшок на годину;
- 1999 – введення в експлуатацію лінії з розливу напоїв італійської фірми “Malegari” для випуску нового виду продукції  -- напоїв на цукрі; повна реконструкція виробничого комплексу.
- 2001 – запуск комплектної лінії KHS проектною потужністю 10 тис. пляшок на годину;
- 2003, грудень – 2004, січень – заснування комплектного заводу KHS з виробництва соків та напоїв, спроектованого на 4 лінії;
- 2004, травень – початок випуску нового виду продукції – натуральних соків і нектарів без консервантів в ПЕТ-пляшках; перша і поки що єдина в Україні лінія потужністю 18 000 пляшок на годину зі застосуванням технології холодного асептичного розливу;
- 2004, червень – старт лінії з виробництва напоїв потужністю 30 тис. пляшок на годину; обладнання  комплектної лінії KHS гомогенізатором для виробництва овочевих та фруктово-овочевих соків; запущено власний вуглекислотний завод;
- 2005, — купівля виробничого майданчика ЗАТ Орлан;  запуск  лінії з виробництва соків та нектарів зі застосуванням  технології холодного асептичного розливу; потужність лінії 32 000 пляшок на годину.
- 2007, — запуск заводу з виробництва термоусадочної плівки; потужність – 270 тон на місяць.
- 2008, — запуск на заводі «Орлан» додаткової лінії для виробництва газованих напоїв.
- 2014 — компанія «Біола» провела ребрендинг торгової марки. Результатом стали — нове позиціонування бренду, зміна логотипу, поява слогану і оновлення продукції.

## Спонсорство
Партнер фітнес-турніру World Ladies Cup, титульний спонсор Баскетбольного клубу «Дніпро» та ФК «Дніпро», генеральний спонсор ФТУ.

## Напої
- Вода «Знаменівська», «Каліпсо», «Два Океана»
- Ретро серія: Ситро, Тархун, Байкал
- Бриз: Дюшес, Лимон прозорий, Лимонад, Мультифрукт, Яблуко-Виноград
- Газовані напої: Ананас, Апельсин, Лимонад, Чамбо
- Соки Біола: Яблуко, Мультивітамін, Ананас, Апельсин, Персик, Банан-Полуниця, Вишня, Апельсин-Манго, Грейпфрут-Апельсин, Томат
- Соки Літо: Виноград-Гранат, Мультифрукт, Яблуко, Виноград-Яблуко, Апельсин, Томат
- Холодний чай: Чорний чай Лимон, Малиновий чай, Зелений Саусеп, Чай каркаде Гранат, Персик
- Icy Cola, Icy Orange
- Квейк
- EnerGO
- Mojito

## Обладнання
Виробничий комплекс складається з п'яти ліній: три — з випуску газованої води та мінеральних вод; дві — по розливу зі застосування технології холодного асептичного розливу мікробіологічно чутливих соків та напоїв.
Лінії з випуску газованої води потужністю 8/10, 20/22 і 30 тис. оснащені обладнанням провідних європейських фірм:
- Машини для видуву ПЕТ-пляшок французької фірми SIDEL;
- Німецьким обладнанням BERKEFELD для підготовки до розливу води;
- Лініями з розливу напоїв німецької фірми KHS Maschinen und Anlagenbau AG;
- Сироповарочними машинами ADUE (Італія) й DÖHLER (Німеччина).

## Асептичний розлив
Для виробництва соків та нектарів використовується унікальна технологія холодного асептичного розливу, розроблена фірмою KHS. Соки розливаються в блоки холодного асептичного розливу та розміщуються у стерильних приміщеннях. Технологія дозволяє відмовитися від використання шкідливих для соків консерваторів та пастеризації в уже готовій упаковці. Тобто дозволяє постачати на ринок високоякісну продукцію в ПЕТ-упаковці.